# Contacio
Il contacio (dal greco κοντάκιον, kontákion, originariamente il bastoncello intorno al quale si avvolgeva la pergamena con il componimento) è una composizione strofica a carattere musicale tipica della letteratura bizantina che aveva come tema una predica e può quindi considerarsi un'omelia di carattere lirico-drammatico accompagnato dalla melodia.

## Forma

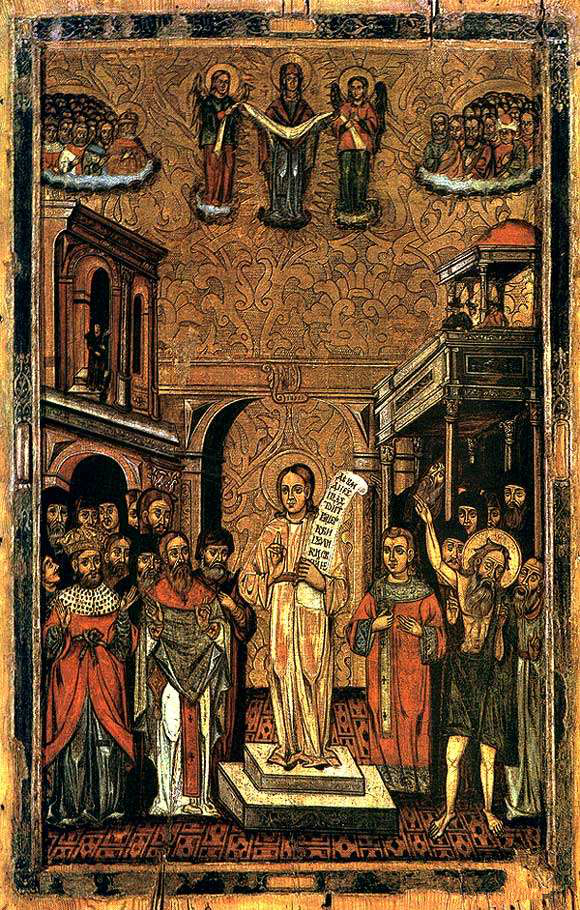
Romano il Melode canta il contacio (1649, Malaryta, Bielorussia).

La struttura del contacio è quella di un inno diviso in un numero vario di stanze (chiamate «oikoi») e accompagnato dalla melodia. Le stanze sono eguali tra di loro per numero di versi, di sillabe e per accenti ritmici, sul modello del primo verso della stanza (l'«irmo», εἱρμός). Normalmente il contacio è introdotto da un proemio (o «cuculio», κουκούλιον) che contiene una preghiera e un'introduzione all'argomento. Alla fine del proemio era un ritornello (ἐφύμνιον) che si ripeteva alla fine di ogni stanza. Le prime lettere di ogni verso formavano un acrostico che normalmente indicava il nome dell'autore del contacio o riproduceva l'alfabeto.
La metrica non è quantitativa, come accadeva nel periodo classico, ma accentuativa.
Si fa risalire il contacio al V-VI secolo. Esso apparve a Bisanzio ma ebbe precedenti nella poesia della Siria del III-IV secolo. Romano il Melode, il maggior poeta religioso bizantino, è considerato dalle fonti colui che inventò il contacio, ma la perfezione dei suoi componimenti fa pensare piuttosto che il genere fosse già presente nella tradizione liturgica bizantina. Dopo il IX secolo il contacio perse importanza e fu limitato al proemio e alla prima stanza.